# ステンセレ
ステンセレ（スウェーデン語: Stensele）は、スウェーデンのヴェステルボッテン県ストゥールマン市に位置する村。人口546人（2010年）。ストゥールマン市街からさほど遠くない所にある。スウェーデン最大の木造教会がある。